# Trentepohlia (Mongoma) praesulis
Trentepohlia (Mongoma) praesulis is een tweevleugelige uit de familie steltmuggen (Limoniidae). De soort komt voor in het Australaziatisch gebied.